# Lua de Poeta
Lua de Poeta é um álbum de estúdio do grupo Só Preto Sem Preconceito lançado pela Astral Music.